# Ádám Nagy
Ádám Nagy (Budapeste, 17 de junho de 1995) é um futebolista húngaro que atua como volante. Atualmente, defende o Spezia.

## Carreira
Ádám Nagy fez parte do elenco da Seleção Húngara de Futebol da Eurocopa de 2016.